# Unska pruga
Unska pruga je željeznička pruga koja povezuje Split i Zagreb i koja između ovih dvaju krajnjih odredišta jednim svojim dijelom ide duž toka rijeke Une. Pri tom, između Bihaća i Knina na više mjesta prelazi iz Hrvatske u Bosnu i Hercegovinu i obrnuto.

## Povijest
Gradnju je u svibnju 1936. započela tvrtka Batignolles (Société de construction des Batignolles) koja je prije toga izgradila prugu Priština – Peć. Prema ugovoru izgradnja je trebala trajati četiri godine od 1. travnja 1936. do 1. travnja 1940. Podizvođači su bile tvrtke Dukić i drug iz Ljubljane, te Šojat i Batušić. Zbog sastava tla pruga se morala od 18,6 km do Martin-Broda prebaciti na lijevu obalu Une što je tvrtka Batignolles iskoristila za zatražiti produljenje roka gradnje za dvije godine. Od ondašnjeg ministra prometa dobila je dodatnih 18 mjeseci bez naplate kazne. Novi je rok omogućio tvrtki Batignolles otpuštati radnike od prosinca 1937. godine. Izbijanje Drugoga svjetskog rata dodatno je usporilo radove zbog odlaska francuskih inženjera. 
Pred rat bilo je gotovo 4/5 pruge, kolosijek je bio položen od Bihaća do 25,8 km i od Knina prema Bihaću 24 km. Stanični kolosijeci sa skretnicama bili su položeni u stanicama Bihaću, Ripču, Loskunu, Kninu, Golubiću i Drenovcu. Za izgraditi ostalo je još 25 km tračnica i 12 km pragova.
U SFRJ ova pruga je puštena u promet 25. prosinca 1948. iako nije bila potpuno dovršena.
Elektrificirana je i osposobljena za brzinu do 120 km/h 1987., ali samo do Knina. Inače dovršena je 1946., iako su neki njeni dijelovi napravljeni i prije II. svjetskog rata. Nadnevka 11. listopada 1998. Stabilizacijske snage (SFOR) su otvorile prugu na svečanosti u Bosanskoj Otoci. Prugu su tada obnavljale Hrvatske željeznice i Željeznice Federacije Bosne i Hercegovine. Obnovu su financirale Stabilizacijske snage.
Od Ličke je pruge kraća 31,3 km. 

## Prikaz završetaka gradnje pojedinih dionica
- Sisak – Sunja – Dobrljin, 10. travnja 1882., 47.7 km
- Bosanski Novi – Dobrljin, 1875. godine (dio najstarije pruge u BiH, Banja Luka - Dobrljin) , 14 km
- Bosanski Novi – Bosanska Krupa, 4. listopada 1920., 34 km
- Bosanska Krupa – Bihać, 17. srpnja 1924., 32.2 km
- Bihać – Knin, 29. studenoga 1948.,[1] 112 km

## Duljine pojedinih dionica pruge
- Bihać – Knin (1951.):[2] 111,7 km
- Sunja – Bihać – Knin (1952.):[2] 217,4 km

### Građevinska duljina pruge
- Sunja – Volinja – Državna granica:[3] 21,575
- Državna granica – Ličko Dugo Polje – Knin:[3] 59,068

### Poslovne duljine pruga
- Sunja – Dobrljin (1918.):[4] 25,509 km
  - Industrijskih tračnica na toj pruzi (1918.):[4] 13,950 km

Pruga je jedno vrijeme bila kategorizirana kao glavna pruga Sunja – Knin. Navode se i različite udaljenosti postaja između Ličkoga Dugog Polja i Martin Broda (Osredci 173 ili 174, Srb 170 ili 171, Begluci 165, Una 162 ili 164, te Martin Brod 154 ili 156 km).

## Galerija slika
- Bosanski Novi
- Cazin Srbljani
- Bihać
- Ripač
- Loskun
- Kulen Vakuf
- Vijadukt Jarapaga u blizini Kulen Vakufa
- Martin Brod
- Knin

## Vanjske poveznice
- Railfaneurope Unska pruga
- Jugoslavenski premijer Ante Marković i Bogić Bogićević obilaze radove na elektrifikaciji 1986/7.  Arhivirana inačica izvorne stranice od 22. studenoga 2021. (Wayback Machine)